# Zbrojovka Brno
Zbrojovka Brno (cz. zbrojovka oznacza "fabryka broni") – przedsiębiorstwo mające siedzibę w Brnie zasłynęło przede wszystkim jako fabryka broni, ale też z produkcji maszyn i innych urządzeń.

## Lata międzywojenne

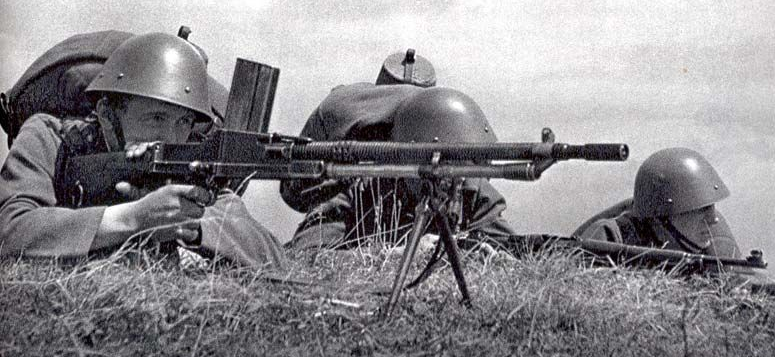
Karabin maszynowy ZB vz. 26

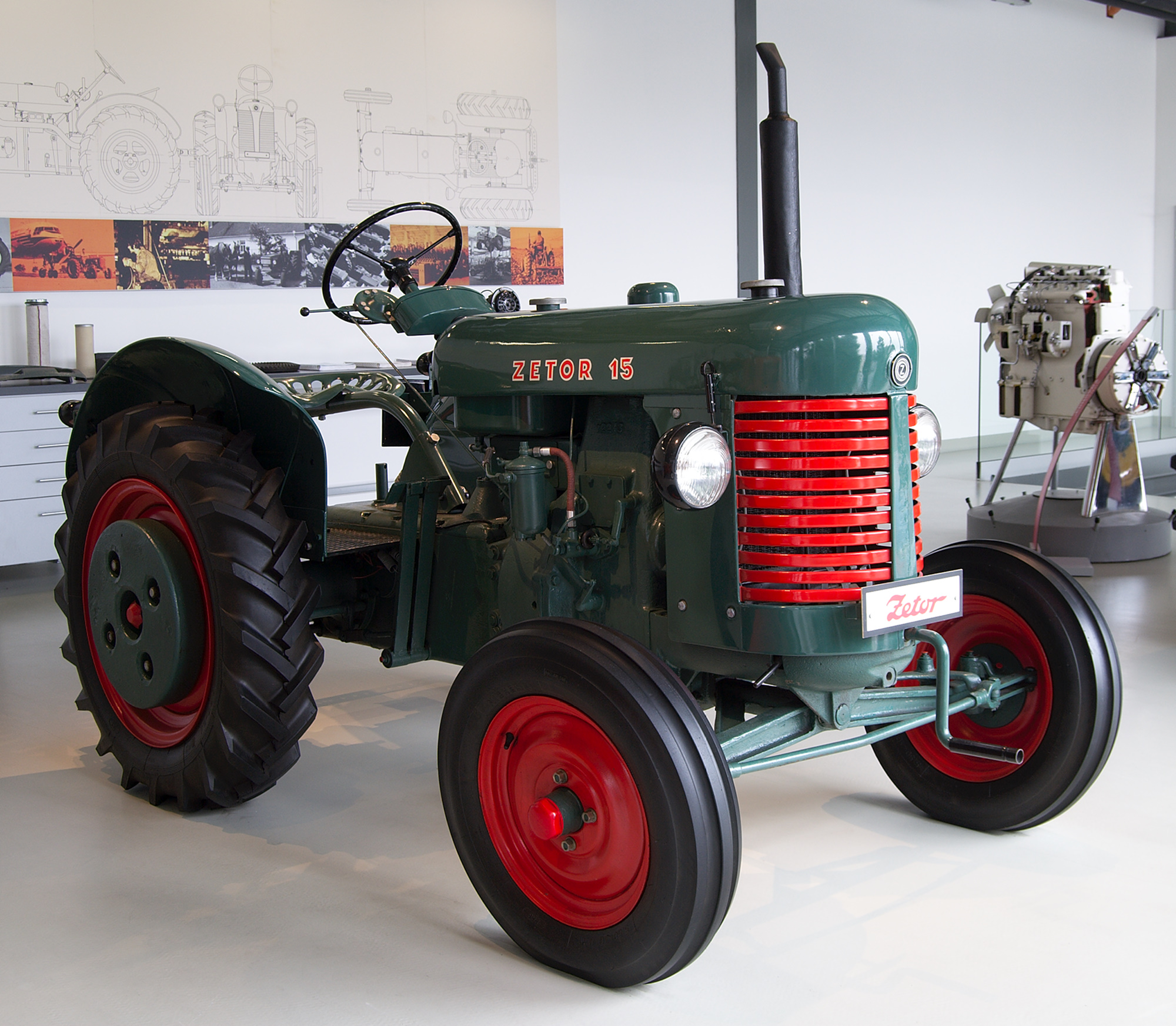
Zbrojovka Zetor 15

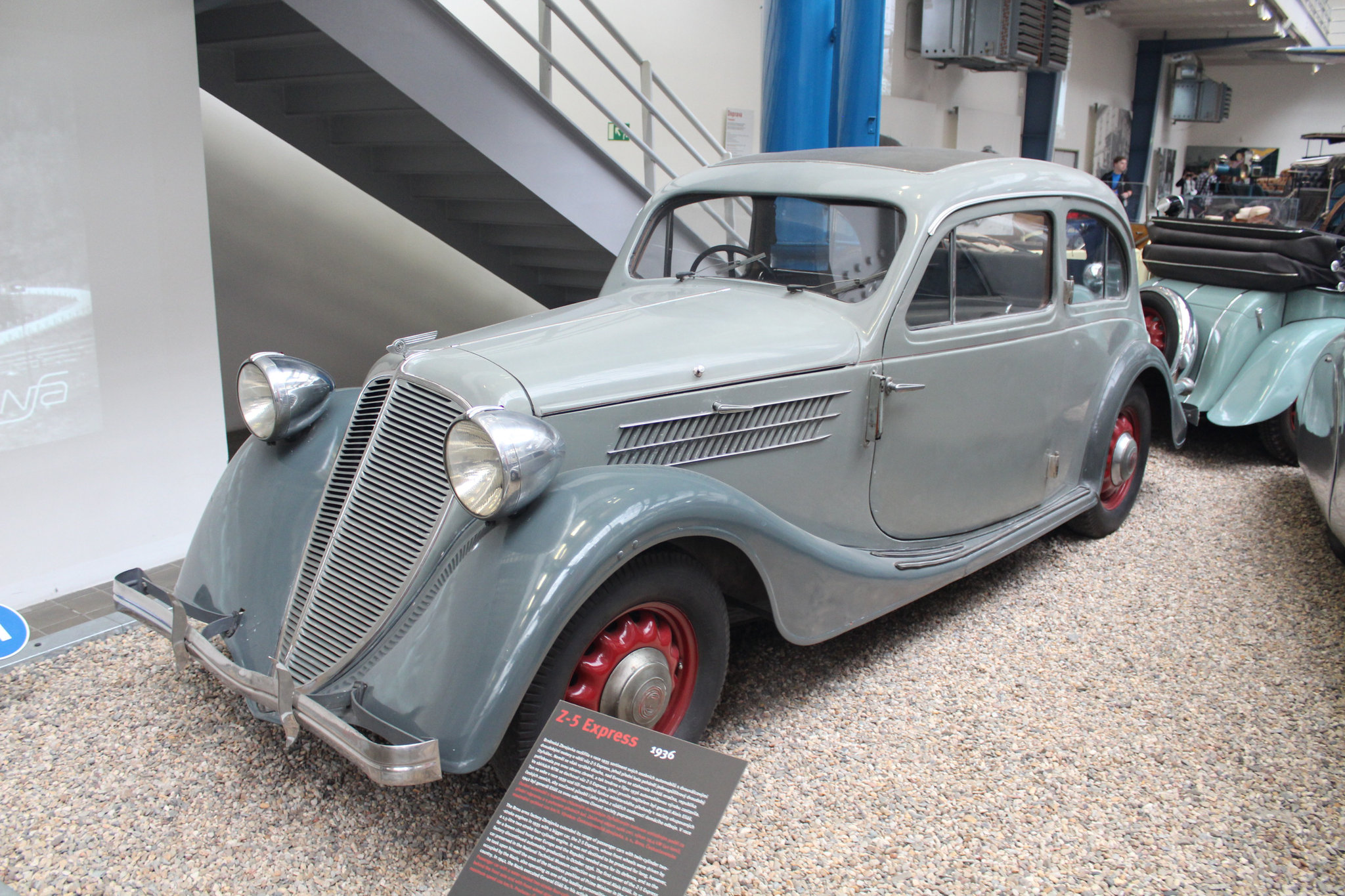
Zbrojovka Z-5 Express

Powstała tuż po uzyskaniu niepodległości przez Czechosłowację w 1918 roku jako przedsiębiorstwo państwowe na bazie fabryki armat pracującej na potrzeby armii austro-węgierskiej. Początkowa działalność polegająca na naprawie wagonów i karabinów rozwinęła się w produkcję wyposażenia telefonicznego i telegraficznego, ekwipunku dla naprawy kolei i narzędzi. Fabryka montowała też karabiny austriackie typu Mannlicher i niemieckie typu Mauser, aby wkrótce rozpocząć samodzielną produkcję własnych oznaczonych jako vz. 24. W latach 1924–1925 wzniesiono budynki z przeznaczeniem na wytwarzanie w nich karabinów, karabinów maszynowych, samochodów, wyposażenia maszynowni i narzędziowni. Rozszerzono asortyment cywilny na produkcję: samochodów, wagi przemysłowe, silniki lotnicze, obrabiarki, rozmaite inne urządzenia i narzędzia.
W ten sposób w krótkim czasie Zbrojovka Brno stała się nowocześnie zarządzanym zakładem mającym duże zasługi we wprowadzaniu normalizacji w Czechosłowacji. W drugiej połowie lat 20. XX wieku fabryka zaliczała się już do czołowych producentów broni na świecie. W latach trzydziestych fabryka przystąpiła także do produkcji maszyn do pisania na licencji Remingtona oraz traktorów Škoda. W latach 1934–38 przedsiębiorstwo nabrało międzynarodowego znaczenia przejmując udziały przedsiębiorstw o podobnym asortymencie w słowackiej części kraju, w Rumunii i Jugosławii. W szczytowym momencie przedsiębiorstwo zarządzało przeszło 70 zakładami i fabrykami.

## II wojna światowa
Od 1939 roku i w latach 40. fabryka produkowała broń na potrzeby III Rzeszy, a administracja Protektoratu starała się o zaangażowanie robotników w produkcję zbrojeniową dla niemieckiego okupanta, co szczególnie udawało się w okresie rządów Reinharda Heydricha. Ze względu na znaczne oddalenie od frontów fabryka produkowała broń bez większych przeszkód do sierpnia 1944 roku, gdy alianci przeprowadzili pierwsze bombardowania Brna, które poważnie zniszczyły część fabryki. Po wyzwoleniu kraju przez oddziały Armii Czerwonej fabryka wznowiła szybko produkcję, zwłaszcza w działach produkcji cywilnej.

## Okres powojenny
W drugiej połowie lat czterdziestych XX wieku Zbrojovka produkowała traktory, silniki motocyklowe oraz broń myśliwską i sportową. W listopadzie 1945 roku wyprodukowano prototyp ciągnika Z25, nazwany wkrótce Zetorem (nazwa „Zetor”, powstała przez połączenie pierwszej litery "Zet" od nazwy fabryki Zbrojowka i ostatnich liter słowa traktor -"or"), który wdrożony do produkcji po pół roku w krótkim czasie zdominował rynek czechosłowacki. Maszyny te trafiały także do Polski i na zachód Europy. Od tej pory ciągniki stanowiły bardzo ważny dział produkcji brneńskiego zakładu.
W latach 70. wybudowano nowy dział narzędziowni. W latach 80. produkcja fabryki skupiła się na technice biurowej, komunikacyjnej i obliczeniowej. Produkcja broni łowieckiej i sportowej zeszła na drugi plan. W latach 90. zarzucono nierentowne działy produkcji, zredukowano liczbę pracowników  i przekształcono przedsiębiorstwo w spółkę akcyjną ze skoncentrowanym akcjonariatem.

## Sytuacja obecna
Ostatnie lata nie były pomyślne dla zakładu. Od 2003 roku firma była w upadłości, od 2006 r. nie produkowała, zwolniono prawie wszystkich pracowników i większość terenu zakładu była wykorzystywana przez podmioty zewnętrzne. Ostatecznie, jak poinformowało 1 lutego 2007 roku Radio Praha, zlicytowano 200-hektarowy obszar fabryki, który był już częściowy pozbawiony wyposażenia, za 707 milionów koron czeskich. Była to największa suma osiągnięta w licytacji w czeskiej historii. Nabywcą jest czesko-słowacka spółka JT. Czescy specjaliści rynku zbrojeniowego stwierdzają, że kłopoty zakładu wynikły z zapóźnienia technologicznego i nastawienia się na rynki, które powoli zmniejszały zamówienia. Wątpią też w możliwość odrodzenia się zakładu w tym samym miejscu. Lokalizacja fabryki w centrum Brna, przy wysokiej wartości gruntów, byłaby już nieporozumieniem. Co więcej, na sprzedaż wystawiono też znaki towarowe należące do producenta, co umacnia powyższe przypuszczenia.